# Мистер Олимпия 1991
Мистер Олимпия 1991 — одно из самых значимых международных соревнований по культуризму, проходившее под эгидой Международной федерации бодибилдинга (англ. International Federation of Bodybuilding, IFBB) 14 сентября 1991 года Орландо, США. На этом конкурсе завоевал свой последний (восьмой) титул легендарный Ли Хейни. По количеству титулов он стал рекордсменом, опередив Арнольда Шварценеггера.

## Таблица
Место	Участник	№	Страна		Награда
- 1	Ли Хейни	4	США		100 000
- 2	Дориан Ятс	17	Англия		50 000
- 3	Винс Тейлор	5	США		30 000
- 4	Ли Лабрада	7	США		25 000
- 5	Шон Рэй США		15 000
- 6	Сонни Шмидт	1	Австралия	12 000
- 7	Францис Бенфатто	13	Франция	8 000
- 8	Тьерри Пастел Франция	7 000
- 9	Ахим Альбрехт	20	Германия 6 000
- 10	Рич Гаспари США	5 000
- 11	Рон Лав США
- 12	Боб перрис	9	США
- 13	Робби Робинсон США
- 14	Ренель Жанвьер Гаити
- 15	Нимрод Кинг Канада
- —	Самир Банну	16	Ливан
- —	Альберт Беклес	3	Англия
- —	Жозе Доусон США
- —	Джей Джей Марш США
- —	Майк Матараццо США
- —	Андреас Мюнцер Австрия
- —	Гейр Паульсен Норвегия
- —	Милош Сарцев Югославия
- —	Том Тервиллигер США
- —	Франк Хиллебранд Германия
- —	Павол Яблоницкий Чехия
- —	Вильгельм Язиновски Германия